# Der Reichtum
Der Reichtum, altgriechisch Πλοῦτος / Plutos, ist die letzte Komödie des griechischen Dichters Aristophanes, deren Text der Nachwelt erhalten blieb. Ihre erste Fassung entstand 408 v. Chr., es ist jedoch nur eine bearbeitete, dem Zeitgeschehen angepasste Version von 388 v. Chr. überliefert.

## Inhalt
Mit seinem letzten unter eigener Regie aufgeführten Werk läutet Aristophanes den Übergang zur mittleren Komödie ein. Im Mittelpunkt stehen nicht mehr die großen politischen Fragen der Zeit, sondern individuelle und gesellschaftliche Probleme, wobei es in Der Reichtum um die Verteilung von Besitz geht. Der anständige Chremylos („Der kleine Räusperer“) muss in Armut leben, während zahlreiche Verbrecher ein immer größeres Vermögen anhäufen. Er wendet sich darum an das Orakel von Delphi, um zu erfahren, ob sein Sohn auch vom Weg der Tugend abkommen soll, um später ein besseres Leben als sein Vater führen zu können.
Von Apollon erhält er den Rat, dem ersten Menschen, der ihm beim Verlassen des Tempels über den Weg läuft, zu folgen und ihn in seine Herberge einzuladen. Er trifft auf einen alten, blinden Mann: Plutos, der Gott des Reichtums. Weil dieser blind ist, kann er nicht sehen, wie ungerecht er seine Gaben verteilt. Um das zu ändern, lässt ihn Chremylos im Tempel des Asklepios heilen, worauf sich die Besitzverhältnisse wunschgemäß ändern. Penia, Göttin der Armut und damit Gegenspielerin, gelingt es nicht, die Bürger mit einem Vortrag über die moralische Bedeutung der Armut zu überzeugen – sie wird verjagt, Plutos dagegen gefeiert und mit einem Altar im Parthenon geehrt. Hermes, der lokale Priester des Zeus sowie eine wohlhabende ältere Frau, die einen jungen Liebhaber aushielt, beschweren sich bei Chremylos über die radikale Änderung ihrer bisherigen Lebensweisen, die mit den neuen Eigentumsverhältnissen einher geht. Letztlich fügen sie sich aber.

## Neuzeitliche Wahrnehmung
Plutos war das erste in der Neuzeit aufgeführte Stück des Aristophanes, z. B. im Jahr 1521 durch Georgius Agricola in Zwickau. 1588 war es in griechischer Sprache am Trinity College in Cambridge zu sehen.

## Ausgaben
- Aristophanus Eutrapelōtatu Kōmiku Plutos. Nürnberg 1531 (Digitalisat der SLUB Dresden).
- Aristophanes: Plutos. Eine Komödie. Heerbrandt Verlag, Tübingen 1807 (Metrisch verdeutscht und mit Anmerkungen versehen von Karl Philipp Conz (Digitalisat in der Google-Buchsuche)).
- Aristophanes: Plutos. Ein Lustspiel. Cnobloch, Leipzig 1832 (übersetzt von Emanuel Lindemann, Digitalisat in der Google-Buchsuche).
- Aristophanes: Plutos. In: Derselbe: Aristophanes, Band 2. Langenscheidt, Berlin 1885 (übersetzt von Johann Minckwitz)
- Aristophanes: Der Reichtum. In: Antike Komödien, Band „Aristophanes“. Winkler, München 1968 (übersetzt von Ludwig Seeger)